# 石星

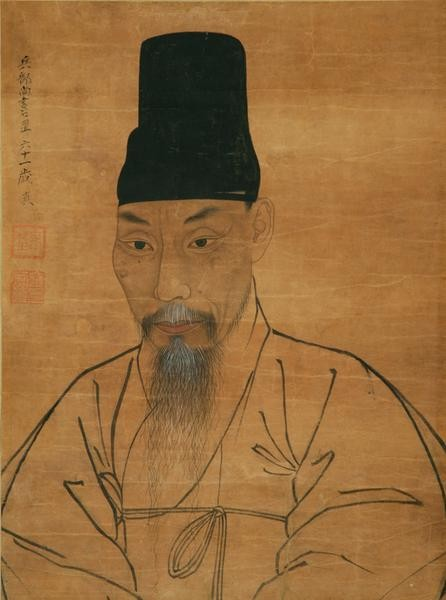
石星

石 星（せき せい、? - 1599年）は、明代の文官。字は拱辰、号は東泉。北直隷東明県（現在の山東省東明県）の出身。
1565年（嘉靖44年）に科挙に進士で及第。1567年（隆慶元年）に隆慶帝に内政の乱れを指摘したが、逆に帝の怒りを買い、職を辞して帰郷した。この時、妻の鄭氏は石星が死んだと伝えられたため自殺した。
万暦帝の代になると再起用され1573年（万暦元年）に尚賓卿大理丞南京太僕卿から僉都御史右副都御史を経て兵部左侍郎、1587年（万暦15年）2月に工部尚書、更に太子少保を加贈され、1590年（万暦18年）3月に戸部尚書、1591年（万暦19年）に兵部尚書を歴任した。
1592年（万暦20年）に哱拝の乱が起きると総督に魏学会などを起用して乱を鎮めた。同年の文禄の役では8月に縁故の沈惟敬を派遣して交渉で時間稼ぎをする一方、年末には宋応昌・李如松の指揮による大軍を朝鮮へ派遣し、平壌を回復した。しかし、続く碧蹄館の戦いで明軍が大敗すると消極的となり和平に傾いた。以後、日本へ封貢を許すか否かが明朝廷で長く議論されたが、石星の主導する和平路線が採用され、貢は許さないが豊臣秀吉を日本国王に封じるための使者が日本に送られた。これは日本の思惑とも異なる対応であり、和平はならず、1597年（万暦25年）に慶長の役が起きた。9月には交渉失敗の責任から石星は罷免されて牢獄に繋がれ、1599年（万暦27年）9月に獄死した。
朝鮮の氏族の海州石氏の始祖である。